# 塞尼先托斯
塞尼先托斯，是西班牙马德里自治区的一个市镇。总面积68平方公里，总人口1805人（2001年），人口密度27人/平方公里。